# 590666 Jianguo
590666 Jianguo este o planetă minoră (asteroid) din centura de asteroizi. A fost descoperită pe 12 aprilie 2007 la Lulin Observatory⁠(d) de . 
Obiectul prezintă o orbită caracterizată de o semiaxă mare de 2,6514395166545 UAi, o excentricitate de 0,1323857130265, o înclinație de 12,445838651847 ° în raport cu ecliptica.